# Динамічний базовий рівень викидів
Динамі́чний ба́зовий рі́вень викидів (англ. dynamic baseline emissions) — оцінка обсягів базових викидів, які змінюються протягом дійсної тривалості базового сценарію.
Динамічний базовий рівень періодично коректується при уточненні оцінок того, що могло б відбутися при відсутності заходів зі зменшення викидів парникових газів.
Часто застосовується під час моніторингу проєктів у галузі землекористування та лісового господарства, а також в інших галузях. Наприклад, у промисловості динамічний базовий рівень обчислюється шляхом множення рівня активності на базовий коефіцієнт викидів за формулою:
{\displaystyle E_{B}aseline={AL}\cdot {EF_{B}aseline}},
де {\displaystyle E_{B}aseline} — базові викиди протягом періоду моніторингу, {\displaystyle AL} — рівень активності протягом періоду моніторингу, {\displaystyle EF_{B}aseline} — базовий коефіцієнт викидів.
Протиставляється статичному базовому рівню викидів.